# BBC Sounds
BBC Sounds è un servizio sviluppato da BBC che rende disponibili in streaming contenuti radio attraverso il Web, sistemi P2P, via cavo oppure su dispositivi mobili.

## Descrizione
Il sito web della BBC Sounds ha sostituito il servizio iPlayer Radio per gli utenti del Regno Unito nell'ottobre 2018. Una versione beta iniziale dell'app BBC Sounds è stata lanciata nel giugno 2018, con la nuova app e l'app iPlayer Radio supportate fino a settembre 2019, quando l'app iPlayer Radio è stata finalmente dismessa nel Regno Unito. Dal 22 settembre 2020 BBC Sounds è disponibile per gli utenti internazionali; ha sostituito BBC iPlayer Radio per loro alla fine di ottobre 2020. Un'app per Connected TV (tra cui Amazon Fire TV) è stata rilasciata a marzo 2020. BBC Sounds afferma di differire da iPlayer Radio fungendo da luogo per il materiale podcast originale creato dalla BBC appositamente per l'app, invece di ascoltare i suoi servizi radio lineari. Un esempio di ciò è il podcast Beyond Today, un podcast giornaliero di soli 17 minuti online prodotto da Today team, esplorando un problema in modo approfondito pensando a un pubblico più giovane, anche se una percentuale assolutamente minuscola rispetto ai contenuti lineari giornalieri trasmessi dalle oltre 60 stazioni di BBC Radio.
La BBC ha anche annunciato l'intenzione di rendere disponibili podcast di produttori di terze parti all'interno del servizio BBC Sounds. Da quando la BBC ha trasmesso vari podcast di terze parti come radio lineari, ma esplicitamente non ha reso tali contenuti scaricabili come mp3/podcast.
Il servizio BBC Sounds ha causato polemiche tra gli ex utenti dell'app iPlayer Radio, i quali affermano che la funzionalità non ha le stesse funzionalità di prima, si oppongono ai requisiti di accesso e che la nuova app non è supportata per le versioni precedenti di smartphone. Alcuni giornali hanno affermato che questi cambiamenti colpiscono in modo sproporzionato gli ascoltatori più anziani, in particolare quelli che ascoltano discorsi e contenuti comici su BBC Radio 4.